# Leptochilus dolichopterus
Leptochilus dolichopterus är en stensöteväxtart som först beskrevs av Edwin Bingham Copeland, och fick sitt nu gällande namn av Fraser-jenk. och Amoroso. Leptochilus dolichopterus ingår i släktet Leptochilus och familjen Polypodiaceae. Inga underarter finns listade.